# یان-موریتس لیشته
یان-موریتس لیشته (متولد ۱۲ ژانویه ۱۹۸۰) یک مربی فوتبال آلمانی است که در باشگاه ماینتس ۰۵ مشغول به کار است. او به عنوان بازیکن در کی‌اس‌وی باوناتال و پادربورن ۲ بازی می‌کرد. همچنین بین سالهای ۲۰۱۷ تا ۲۰۲۰ در باشگاه ماینتس کمک مربی بود.

## دوران حرفه‌ای
لیشته پیش از انتقال به تیم اصلی باوناتال در سال ۱۹۹۸، کار خود را در تیم‌های جوانان این باشگاه آغاز کرد. در طول ۹ فصل، این هافبک ۲۵۸ بار در اوبرلیگا ایالت هسن بازی کرد. در طول فصل ۰۸–۲۰۰۷، او در تیم دوم پادربورن بازی می‌کرد. در آوریل ۲۰۰۹، وی در سن ۲۹ سالگی بازنشسته شد.

## مربی‌گری
لیشته مربیگری را در سال ۲۰۰۹ و شرکت در بهترین دوره‌های آموزشی آغاز کرد. وی در آکادمی هنس-ویسویلر و زیر نظر ساشا لواندوفسکی و دیگران گذراند.
لیشته از سال ۲۰۱۲ تا ۲۰۱۴ کمک مربی تیم بایر لورکوزن در بوندس‌لیگا بود. برای فصل ۱۵–۲۰۱۴، او به عنوان کمک مربی به هانوفر ۹۶ پیوست و فصل بعد مسئولیت تیم‌های جوانان را در این باشگاه عهده‌دار شد. از فصل ۱۸–۲۰۱۷، او دستیار سرمربی ماینتس ۰۵ بود. در هفتمین مسابقه بوندس‌لیگا ۲۰–۲۰۱۹، به دلیل محرومیت ساندرو شوارتس با کارت قرمز در بازی قبلی، مسئول هدایت تیم مقابل پادربورن بود. او در سپتامبر سال ۲۰۲۰ به‌طور موقت و پس از جدایی آخیم بایرلتزر، به عنوان سرمربی این باشگاه انتخاب شد.

## زندگی شخصی
در سال ۲۰۰۸، لیشته از دانشگاه پادبورن در رشته علوم ورزشی فارغ‌التحصیل شد. برادر کوچکتر او هنینگ برای تیم ذخیره ماینتس ۰۵ در لیگ منطقه‌ای فصل ۰۵–۲۰۰۴ بازی می‌کرد.